# NGC 1491
NGC 1491 je emisijska maglica u zviježđu Perzeju. 

## Vanjske poveznice
- SEDS: NGC 1491